# Краснянківська сільська рада (Тиврівський район)
| Краснянківська сільська рада — колишній орган місцевого самоврядування у Тиврівському районі Вінницької області з адміністративним центром у с. Краснянка. Сільській раді були підпорядковані населені пункти: - с. Краснянка - с. Дубина - с. Круги |

## Склад ради
Рада складалася з 12 депутатів та голови.

## Керівний склад сільської ради
| ПІБ                   | Основні відомості                                                                       | Дата обрання | Дата звільнення |
| --------------------- | --------------------------------------------------------------------------------------- | ------------ | --------------- |
| Чумак Ігор Васильович | Сільський голова, 1966 року народження, освіта, безпартійний                            | 26.03.2006   | 31.10.2010      |
| Чумак Ігор Васильович | Сільський голова, 1966 року народження, освіта середня спеціальна, член Партії регіонів | 31.10.2010   |                 |

Примітка: таблиця складена за даними джерела